# Kabupaten Sumba Tengah
Kabupaten Sumba Tengah (engelska: Central Sumba Regency) är ett kabupaten i Indonesien.   Det ligger i provinsen Nusa Tenggara Timur, i den södra delen av landet, 1 500 km öster om huvudstaden Jakarta. Antalet invånare är 62 485. Kabupaten Sumba Tengah ligger på ön Pulau Sumba.